# Дарменов, Акынкали Даутбаевич
Акынкали Даутбаевич Дарменов (родился 18 марта 1978 года) — генерал-майор полиции, кандидат юридических наук. Начальник Костанайской академии МВД РК им. Ш. Кабылбаева , с января 2019 года.

## Образование
• Алматинский юридический институт МВД Республики Казахстан (Специальность «Правоведение»)
• Академия МВД Республики Казахстан
• Европейский центр по безопасности им. Д. Маршалла, Германия, г. Гармиш-Партенкирхен (Обучение по программе «Leaders program in advanced sekurity studies» )
• Кембриджский университет, Великобритания (Обучение по программе «Болашак»)

## Биография
Родился 18 марта 1978 г. в п. Боровское Мендыкаринского района Кустанайской области. В 1995 г. поступил в Алматинскую высшую школу МВД РК, по окончании которой работал следователем СО Мендыкаринского РОВД Костанайской области. С сентября 1999 г. по октябрь 2000 г. — преподаватель кафедры уголовного права и криминологии, уголовно-исполнительного права Костанайского юридического института МВД Республики Казахстан. С октября 2000 г. по апрель 2003 г. — адъюнкт кафедры уголовно-правовой политики и криминологии Академии МВД РК. С апреля 2003 г. по ноябрь 2006 г. работал в должностях научного и старшего научного сотрудника в лаборатории по разработке актуальных проблем борьбы с организованной преступностью, терроризмом, религиозным экстремизмом НИИ Академии МВД Республики Казахстан. С ноября 2006 г. по март 2010 г. — начальник адъюнктуры Академии МВД Республики Казахстан. С марта по октябрь 2010 г. — доцент-докторант докторантуры Академии МВД Республики Казахстан .
С октября 2010 г. по март 2012 г. по программе «Болашак» проходил обучение в Кембриджском университете (Великобритания) по специальности «Судебная власть, правоохранительные органы, организация правоприменительной деятельности». По окончании обучения работал доцентом кафедры общеюридических дисциплин специального факультета юридического института Алматинской академии МВД Республики Казахстан.
С апреля 2013 г. по июнь 2014 г. — начальник Управления организации ведомственного образования Департамента кадровой работы МВД Республики Казахстан, с июня 2014 г. по март 2018 г. — начальник Учебного центра МВД Республики Казахстан в городе Темиртау. С марта 2018 г. по январь 2019 г. — начальник Департамента кадровой политики МВД Республики Казахстан. С января 2019 г. — начальник Карагандинской академии МВД РК им. Б. Бейсенова.

## Награды и звания
За безупречную службу в органах внутренних дел и достигнутые успехи имеет свыше 15 государственных и ведомственных наград Республики Казахстан и зарубежных стран.
Указом Президента Республики Казахстан награждён медалями:
- медаль III степени «Ішкі істер органдарындағы мінсіз қызмет еткені үшін»;
- медаль ІІ степени «Ішкі істер органдарындағы мінсіз қызмет еткені үшін»;
- «Қазақстан полициясы 20 жыл»

Нагрудные знаки:
- «За отличную службу в МВД РК»;
- «ІІМ үздік қызмет үшін».